# Giovanni Scatturin
Giovanni Scatturin (født 30. maj 1893 i Venedig, død 11. oktober 1951 i Rosario) var en italiensk roer og olympisk guldvinder.
Scatturins første store resultat var et italiensk mesterskab og en EM-sølvmedalje i otter i 1910. I 1919 blev han italiensk mester i toer med styrmand og i 1920 i otteren.
Scatturin deltog i toer med styrmand ved OL 1920 i Antwerpen sammen med Ercole Olgeni og styrmanden Guido De Filip. Konkurrencen havde kun seks deltagende både, og italienerne vandt først deres indledende heat mod en belgisk båd, inden de i finalen sikrede sig guldet foran Frankrig og Schweiz, der fik henholdsvis sølv og bronze.
I de følgende år opnåede han flere italienske mesterskaber i otter og toer med styrmand, og i toer med styrmand blev det til EM-sølv i 1923 og -bronze i 1924.
Olgeni og Scatturin deltog også toer med styrmand i OL 1924 i Paris, denne gang med Gino Sopracordevole som styrmand. Dette år var der kun fem deltagende både, og trods en andenplads efter den schweiziske båd i det indledende heat gik italienerne i finalen. Her blev de igen besejret af schweizerne, selv om de blot var 0,1 sekund efter på andenpladsen, mens den amerikanske båd blev nummer tre.
Efter OL 1924 indstillede Scatturin sin rokarriere, og han emigrerede senere til Argentina.

## OL-medaljer
- 1920:  Guld i toer med styrmand
- 1924:  Sølv i toer med styrmand